# Bryaninops amplus
Bryaninops amplus är en fiskart som beskrevs av Larson, 1985. Bryaninops amplus ingår i släktet Bryaninops och familjen smörbultsfiskar. IUCN kategoriserar arten globalt som livskraftig. Inga underarter finns listade.